# Rabah Bitat

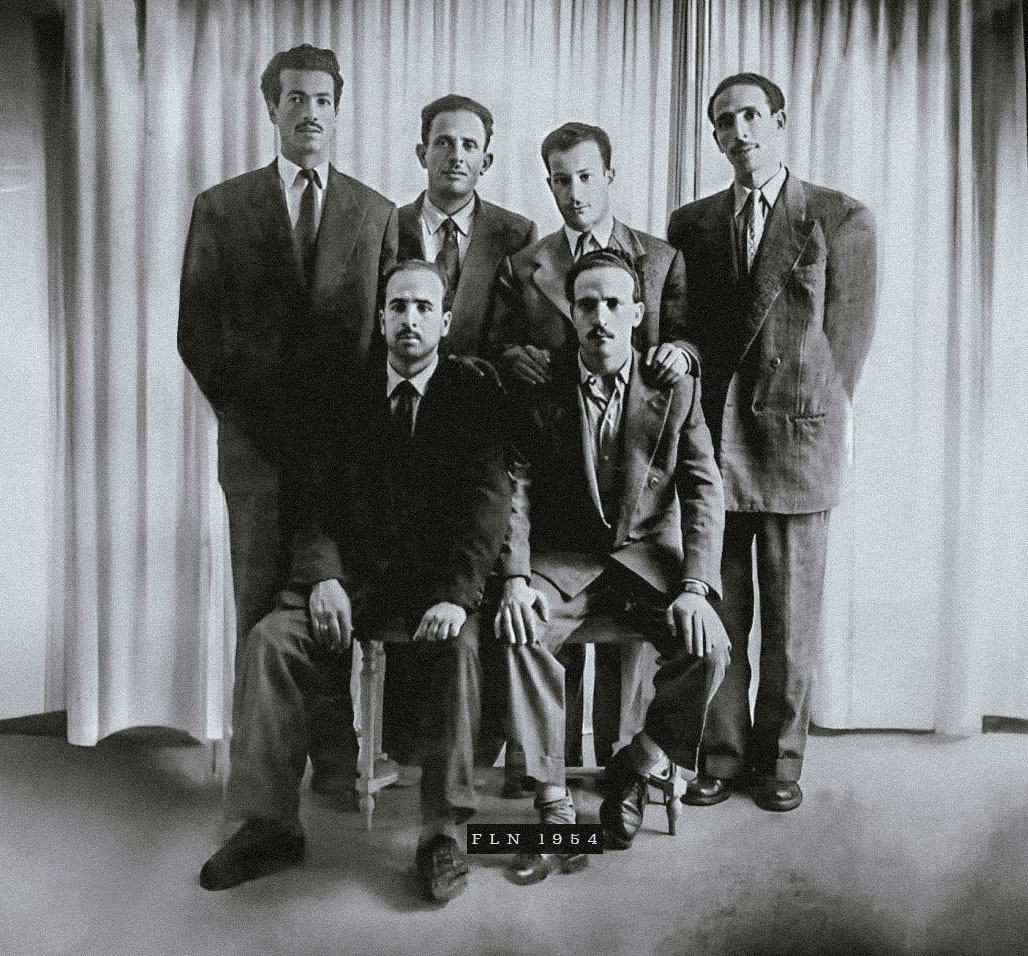
Sześciu przywódców Frontu Wyzwolenia Narodowego, zdjęcie wykonane tuż przed wybuchem wojny algierskiej 1 listopada 1954. Stoją od lewej do prawej: Rabah Bitat, Mostefa Ben Boulaïd, Didouche Mourad i Mohamed Boudiaf. Siedzą: Krim Belkacem po lewej i Larbi Ben M'Hidi po prawej.

Rabah Bitat (ur. 19 grudnia 1925, zm. 10 kwietnia 2000) – prezydent Algierii od 27 grudnia 1978 do 9 lutego 1979.
Jeden z przywódców Frontu Wyzwolenia Narodowego. Wcześniej pełnił urząd wiceprezydenta.